# 斯泰采萊
斯泰采萊是拉脫維亞的城鎮，位於該國北部薩拉察河畔，距離首都里加130公里，毗鄰與愛沙尼亞接壤的邊境，面積5.16平方公里，始建於1897年，2011年人口1,155。